# Panel sándwich de poliuretano inyectado

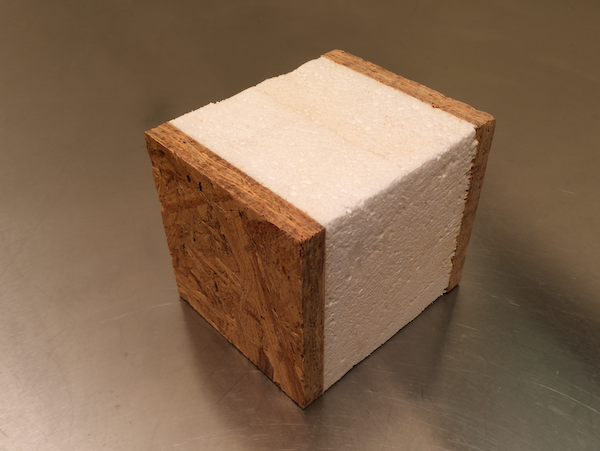

El panel sándwich de poliuretano inyectado, en inglés structural insulated panel, o structural insulating panel, SIP), es un producto industrial diseñado para realizar cerramientos en la construcción, industrial y residencial, y en la industria del aislamiento. Es principalmente utilizado como aislante térmico, acústico, como impermeabilizante y como cerramiento. Vale destacar que es un producto resistente y ligero, lo cual permite utilizarlo con un mínimo de esfuerzo físico por parte del operario que realiza el montaje.

## Historia
La construcción con paneles sándwich de poliuretano se remonta al fin de la Segunda Guerra Mundial, cuando hubo una gran demanda de cámaras de conservación y frigoríficas. En aquel momento se consideró que este método de construcción sería solamente útil para edificios funcionales e industriales. Pero en los últimos años, los paneles sándwich de poliuretano inyectado se han utilizado para la construcción de una amplia variedad de edificios, satisfaciendo las exigencias de los arquitectos.

## Descripción
El panel sándwich está formado por un núcleo aislante de espuma rígida de poliuretano unida a dos capas de cobertura exteriores metálicas y no metálicas, las metálicas generalmente de acero o aluminio. Durante el proceso de fabricación, se preparan las capas de cobertura perfilando y troquelando si es necesario de acuerdo a la forma inicial deseada, se transportan a la prensa y allí el cabezal mezclador inyecta los componentes con una dosificación predeterminada, formando la espuma de poliuretano en fase líquida; su reacción química produce un crecimiento de la espuma, adhiriéndose a las dos capas de cobertura, inferior y superior. Con el desarrollo de calor y presión está un tiempo bajo presión, que será menor o mayor en función del espesor, hasta su curado (estabilidad dimensional). Los paneles sándwich fabricados se cortarán o no según necesidad a las longitudes predeterminadas, y se apilan y embalan para su traslado a obra.

## Propiedades

### Aislamiento térmico
- El panel sándwich de poliuretano es uno de los productos aislantes térmicos con menor coeficiente de conductividad térmica: 0.024 W/mK.
- El panel sándwich de poliuretano permite optimizar al máximo el espacio útil, gracias a que se requiere un mínimo de espesor para tener un máximo nivel de aislamiento térmico.
- La capacidad aislante del panel sándwich de poliuretano no varía con el paso del tiempo, gracias a las coberturas del producto y a que el poliuretano es un producto de celda cerrada.
- El panel sándwich de poliuretano garantiza la ausencia de puentes térmicos debido a la homogeneidad del aislante en todos los puntos del panel.
- El montaje de un sistema con paneles sándwich de poliuretano también minimiza los puentes térmicos por las juntas, normalmente machihembradas, entre paneles.

### Aislamiento acústico
- El panel sándwich de poliuretano tiene un buen comportamiento acústico y se utiliza en soluciones constructivas habituales tanto en fachada como en cubierta.

### Propiedades mecánicas

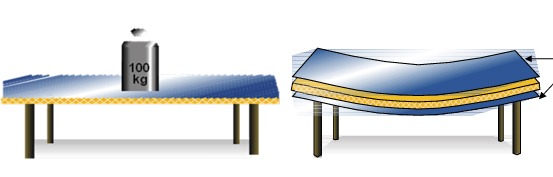
Figura 1: efecto sándwich.

- El peso de los paneles se sitúa entre los 9 y 20 kg/m2 (en función del espesor del núcleo y de las coberturas), lo que facilita y economiza el transporte, la manipulación, la instalación y el dimensionado estructural.
- Autoportante: la combinación de las capas de cobertura y el núcleo de poliuretano hace que el panel sándwich de poliuretano inyectado tenga una alta rigidez, que permite la ejecución de elementos de grandes dimensiones salvando grandes luces.

### Seguridad ante el fuego
- La clasificación de reacción al fuego del panel sándwich de poliuretano inyectado según la norma de clasificación EN13501-1 va desde C hasta B, teniendo a nivel de humos clasificaciones s1, s2 o s3 y a nivel de desprendimiento de gotas siempre d0.
- El CTE-DB SI y el RD2267:2004 permite utilizar el panel sándwich de poliuretano en la mayoría de las aplicaciones.

### Salubridad

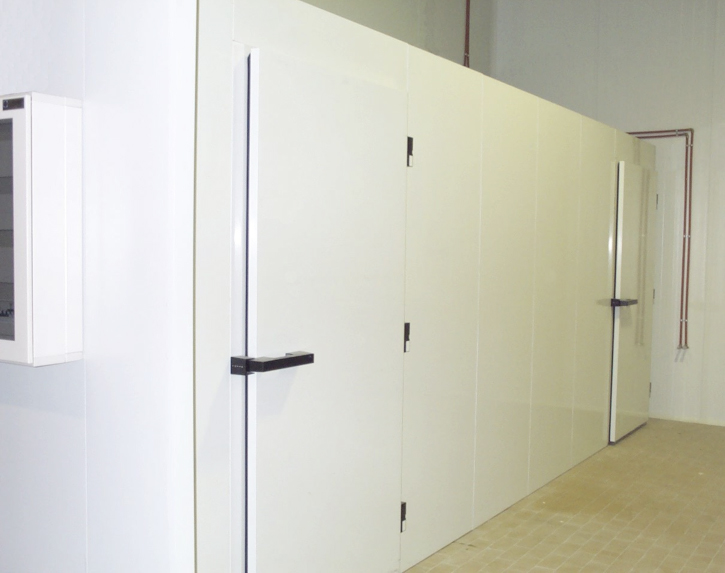
Figura 2: cámara frigorífica para la industria alimentaria.

- El panel sándwich de poliuretano es un producto higiénico, de fácil limpieza y es estable al ataque de microorganismos, lo que permite múltiples aplicaciones para la industria farmacéutica, médica, alimentaria, etcétera.

### Impermeabilidad
- El panel sándwich es totalmente impermeable al agua, al vapor de agua y al aire, lo que evita la degradación del núcleo aislante, logrando, con ello, una alta durabilidad.
- El sistema de montaje hermético de los paneles sándwich de poliuretano hace que las construcciones resultantes sean estancas a la humedad y al aire.

### Sostenibilidad

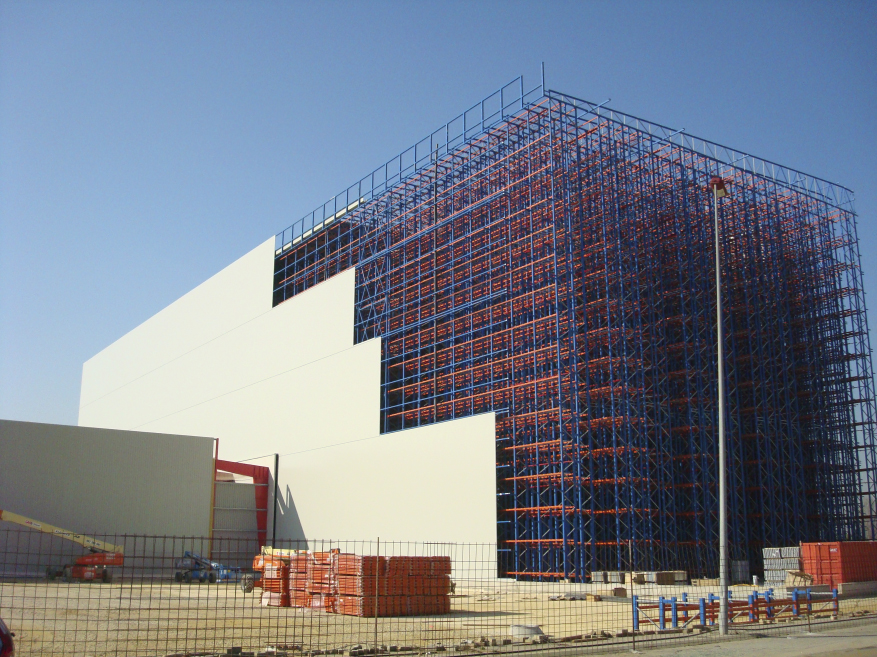
Figura 3: Construcción de una nave industrial.

- El panel sándwich es un producto prefabricado, sostenible en su fabricación y muy ligero para el transporte a la obra.
- La construcción de un edificio, tanto residencial como industrial, con paneles sándwich de poliuretano genera muy pocos residuos, lo que hace que el proceso de edificación sea más sostenible.
- Es reciclable: la chapa, que es fundida, y el poliuretano se reciclan mediante tres técnicas; reciclado mecánico, reciclado químico o incineración, recuperando la energía.
- La capacidad aislante de los paneles sándwich de poliuretano ayuda a reducir el consumo de energía.

### Normalización y certificación
- Requiere el marcado CE según la norma UNE-EN14509:2014 (Paneles sándwich aislantes autoportantes de doble cara metálica. Productos hechos en fábrica. Especificaciones).
- Se puede certificar la calidad de los paneles sándwich de poliuretano mediante el reglamento particular de AENOR, específico para paneles sándwich aislantes autoportantes de doble cara metálica, RP 20-15, basado en la EN 14509.

### Variedad de diseños
- La cobertura del panel sándwich de poliuretano permite una alta variedad de acabados y diseños.[1]
- Los paneles sándwich de poliuretano permiten la integración de placas solares, de circuitos de refrigeración y/o calefacción, etcétera.

## Principales usos

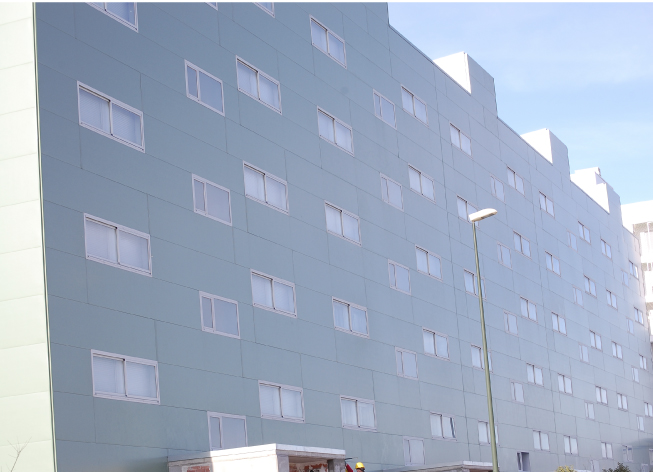
Figura 4: Fachada de una vivienda.

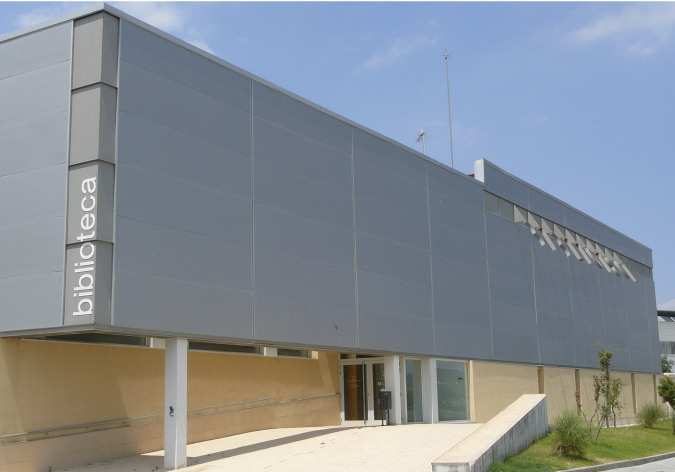
Figura 5: Fachada de una biblioteca.

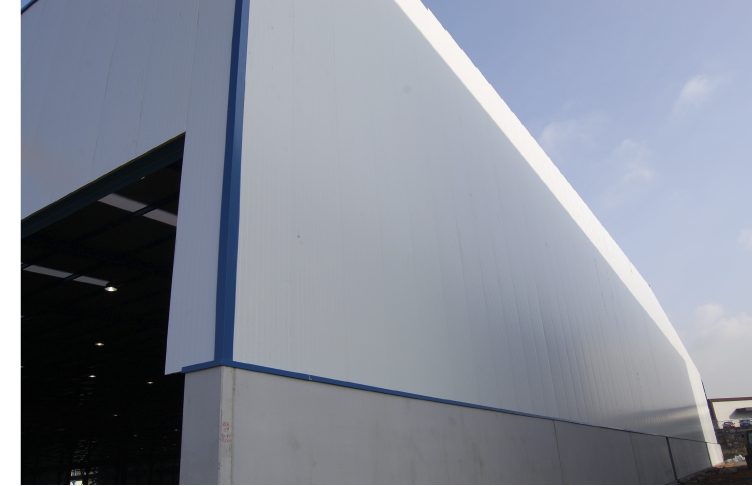
Figura 6: Detalle de una nave industrial.

Los paneles sándwich, gracias a sus propiedades físicas, mecánicas y de diseño están disponibles para una gran variedad de aplicaciones: fachadas, cubiertas, falsos techos, particiones interiores y cámaras frigoríficas. 
Se emplean tanto en el sector industrial como en el sector residencial y en los dos sectores se pueden utilizar tanto en obras nuevas como en rehabilitación. 
Entre las principales aplicaciones de los paneles sándwich figura el revestimiento de fachadas, donde el panel se instala de manera vertical, y el cerramiento de cubiertas, donde el panel queda montado en horizontal. Siempre es necesaria la presencia de una estructura metálica o de hormigón a la que se fijan los paneles con tornillería específica. Asimismo, en las cubiertas la normativas indica una inclinación mínima del 1,5% para la correcta evacuación del agua de la lluvia. 
Algunas de las aplicaciones en las cuales se pueden utilizar los paneles sándwich de poliuretano son:
- Naves industriales
- Aeropuertos
- Edificios de administración
- Casetas y casas prefabricadas
- Hoteles
- Vestíbulos de exhibición y recintos feriales
- Laboratorios, salas blancas y quirófanos
- Salas de pintura
- Centrales eléctricas
- Plantas de reciclaje y plantas incineradoras de desechos
- Polideportivos
- Grandes superficies comerciales
- Cubiertas y fachadas de viviendas
- Cámaras y túneles de congelación
- Salas de conservación
- Salas de proceso
- Cámaras frigoríficas, etc.